# Западна Гърция
Западна Гърция (на гръцки: Περιφέρεια Δυτικής Ελλάδας, Периферия Дитикис Еладас) е една от 13–те административни области на Гърция.